# Fujairah
Fujairah (àrab: الفجيرة, al-Fujayra) és un emirat dels Emirats Àrabs Units, l'únic situat a la costa oriental de la península que separa el golf d'Oman del golf Pèrsic.

## Geografia
L'emirat està situat entre el territori (antic emirat) de Kalba, al sud (territori pràcticament partit en dos per una zona de control de Fjeirah o compartit entre Sharjah i Fujairah) i la península de Ras Musandan al nord. Entremig hi ha el territori de Khor Fakkan, pertanyent a Sharjah, que divideix Fujairah en dos parts, i l'enclavament de Madhah que pertany al sultà d'Oman i està rodejat de territori de Sharjah (Khor Fakkan) excepte al sud que toca a territori de Fujairah; el territori continua al nord fins a Diba o Dibba una extensa zona urbana formada per diversos nuclis, dels que la major part pertanyen a Fujairah, però Diba al-Hisn pertany a Sharjah (tota la part fronterera amb Oman); en travessar la frontera cap al Ras Musandan d'Oman hi ha Diba Bayah que pertany a Oman encara que la ciutat està físicament unida gairebé a les altres Diba. La part nord de l'emirat (de Khor Fakkan cap al nord, és la part més extensa i a l'extrem nord-oest limita amb Ras al-Khaimah, i baixant arriba a l'oest fins a la vora de la dependència de Manama (Ajman), i a territori de Sharjah; més al sud té a l'oest el districte sud de Ras al-Khaimah. La zona costanera entre Kalba i Diba, i entre el golf d'Oman i les muntanyes Al-Hadjar, rep el nom d'Al-Shamaliyya, i Fujairah controla la major part. Una carretera enllaça Fujairah amb Masafi que després segueix en direcció oest cap a les capitals de la costa (Sharjah, Ajman, Dubai) i en direcció nord cap a Diba.

## Superfície i població
La superfície de l'emirat és de 1290 km² i la població de 127.000 habitants.
La capital de l'emirat és Fujairah, a 3 km de la costa, a uns 5 km al nord de Kalba i uns 15 km al nord de Khor Kalba. La ciutat està regada pel riu Ham (wadi Ham) i algun altre rierol i té al sud-oest l'Aeroport Internacional de Fujairah. Els habitants pertanyen a la tribu Al-Sharkiyyun. Altres viles de Fujairah són: Sakamkam, Al-Qurayya, Murbid (amb una base naval propera, just al sud de Khor Fakkan), Dadna (just al nord de Khor Fakkan a uns 50 km que dona nom al districte nord de Fujairah) i Diba. Les ciutats més poblades són la capital, Diba, Marbah, Siji, Gudfaa, Bedyah, Masafi (repartida entre Ras al-Khaimah i Fujairah) i Tawyeen. Llocs interessants són Quidfa i Bithna.

## Economia
Degut a una pluviometria apreciable els cultius poden prosperar a tot l'emirat i existeixen diverses granges. L'aportació de fons federal, que cobreixen les necessitats principals, ha permès també la creació d'indústries, entre les quals el ciment; i la creació del port, l'aeroport i una zona franca. L'activitat pesquera continua sent una de les principals. La construcció està en mans d'empreses privades i el govern promociona el turisme.

## Història
La zona fou habitada des de temps molt antics i consten proves de població del primer mil·lenni abans de Crist (675 aC) en un període en què es va aturar la sequera que havia començar vers el 2500 aC. S'han trobat una quants petroglifs que són gravats rupestres de caràcter decoratiu que apareixen a les zones d'enterrament i mostren escenes i batalles de la població anterior a l'islam. Fujairah era anomenada la terra dels gegants marins.
Fou poblada per la tribu àrab dels Al-Sharkiyyun, que van emigrar a aquesta zona des del Iemen. El nom de Fujairah el va agafar d'un rierol. El 1775 els Qawasimi van ocupar Khor Fakkan i els Al-Sharkiyyun van quedar sota dependència de la dinastia Qasimi; el xeic va reclamar la indepedència el 1866 agafant hostatges de Sharjah; finalment assolir la independència el 1903 que fou reconeguda per la Gran Bretanya el 1952 quan va subscriure els acords coneguts com a "Acords Exclusius" que regulaven les relacions dels britànics amb els xeics del Trucial Oman o Costa dels Pirates. El 2 de desembre de 1971 es va integrar a la Federació d'Emirats Àrabs (Emirats Àrabs Units).

## Escut i bandera

Bandera a terra vers 1952-1975

L'emirat feia servir bandera vermella almenys des del 1876, però en ser reconegut pels britànics el 1952 va haver d'adoptar la bandera vermella amb vora blanca als quatre costats. Aquest pavelló era d'ús exclusiu a la mar, ja que a terra es continuà utilitzant la bandera vermella, però com que hi havia conflictes de límits amb el sultà de Mascate que també tenia bandera vermella, s'hi va afegir el nom en blanc per marcar la diferència. Amb el temps la bandera vermella es va tornar a usar a la mar, llisa o amb el nom en blanc. Va romandre en ús a la independència el 1971. El 1975 el xeic va decidir adoptar la bandera federal com a única del territori, si bé la bandera de l'emirat no ha estat formalment abolida sinó que s'ha deixar d'utilitzar.
L'escut és blanc i inclou al seu interior dues banderes creuades (vermelles amb el nom en blanc) i sota les dues banderes dos fusells creuats.
S'han constatat també banderes blanques amb els emblemes corresponents per la municipalitat, la zona franca, l'aeroport internacional, i les duanes.

## Llista d'emirs
- 1876 - 1942 Hamad bin Abdullah ash-Sharqi (1876-1903 Hakim, 1903-1942 xeic)
- 1942 - 18 de setembre de 1974 xeic Muhammad ibn Hamad ash-Sharqi (1896-1974)
- 18 de setembre de 1974 - xeic Hamad ibn Muhammad ash-Sharqi (nascut 1949)